# Божин Јовановић
Божин Јовановић (Ново Корито, код Књажевца, 21. јануар 1920 — Београд, 8. мај 2011) био је учесник Народноослободилачке борбе, друштвено-политички радник СФР Југославије и СР Србије, јунак социјалистичког рада и почасни доктор наука Универзитета Мегатренд.

## Биографија
Рођен је 21. јануара 1920. године у селу Ново Корито, код Књажевца. Основну школу је завршио у родном месту, а гимназију је похађао у Књажевцу, Зајечару и Неготину, где је и матурирао, 1939. године. Студије је започео на Техничком факултету у Београду, непосредно пред почетак Другог светског рата. Био је учесник Народноослободилачке борбе. После ослобођења Југославије, 1945. године, уписао је и завршио Правни факултет у Београду.
Одмах по ослобођењу Тимочке крајине, 1944. године, постао је генерални директор Тимочких рудника угља „Тимбас“, у чијем се саставу налазило 17 рудника угља. У том периоду његов главни задатак је био да обнови рад свих рудника и да у најкраћем периоду рудници постигну предратну производњу од 340.000 тона. Иако са мањком радне снаге и стручњака, као и другог материјала и опреме, производња је кренула у већини од 17 рудника. Већ у току 1947. године постигнута је предратна производња, а током 1948. и 1949. је премашена, што је имало велики допринос за обнављање индустрије и железничког саобраћаја.
У периоду до 1965. године обављао је разне политичке дужности у Тимочкој крајини — био је: секретар Среског комитета Комунистичке партије Србије и председник Среског народног одбора у Књажевцу, председник Окружног народног одбора у Зајечару, председник Окружног здружног савеза, председник Окружног одбора Народног фронта и председник Међуопштинске регионалне заједнице Зајечар. Године 1965. постао је генерални директор Рударско-топионичарског басена „Бор“ и на тој функцији остао све до 1975. године. Потом је био председник Пословне заједнице „Југобакар“, члан Председништва и председник Привредне коморе Југославије, одакле је 1983. године отишао у пензију.
Био је члан Централног комитета Савеза комуниста Југославије (ЦК СКЈ), у три мандата; председник делегације СФРЈ у Интерпланетарној унији; члан најужег кабинета председника СФРЈ Јосипа Броза Тита, од 1965. до 1969. и председник „Франко-југослав банке“ у Паризу, од 1968. до 1972. године. У више сазива је биран за народног посланика Савезне и Републичке скупштине.
Умро је 8. маја 2011. године у Београду и сахрањен је у Алеји народних хероја на Новом гробљу у Београду.

## Литерарни рад
Поред друштвено-политичког рада, бавио се и научним радом и публицистиком. Објавио је око 40 чланака са темама из привреде у разним часописима и листовима. Објавио је и неколико монографија са темама из привредног и културно-историјског развоја, од којих се истичу: 
- „Привреда Тимочке крајине 1940—1990“, 1995. године
- „Основни циљеви првог петогодишњег плана и изградње задружних домова у Тимочкој крајини“, 2000. године
- био је један од писаца књиге о Новом Кориту „Село на Кадиобогазу“, 2003. године
- „Сто година борског рударства 1903—2003“, са М. Ђорђевићем и
- „Књига о променама Тимочке крајине — јуче, данас, сутра“ са Б. Ђорђевићем.

## Одликовања и признања
Носилац је Ордена јунака социјалистичког рада и других југословенских одликовања, међу којима су — Орден југословенске звезде с лентом, Орден Републике са златним венцем, Орден заслуга за народ са златном звездом, Орден братства и јединства са златним венцем, Орден рада са црвеном заставом, Орден југословенске заставе са златним венцем, Орден заслуга за народ са сребрним зрацима, Орден братства и јединства са сребрним венцем, Орден за храброст и Орден за војне заслуге са златним мачевима.
Био је почасни грађанин града Бора и од 2006. године почасни доктор наука Универзитета Мегатренд у Београду, у чијем је оснивању учествовао заједно са својим сином Мићом Јовановићем 1989. године.